# FM Галичина
FM Галичина — украинская радиостанция, является наиболее крупной радиосетью на Западной Украине.

## История

### Запуск радиостанции
30 июля 2009 года на проводимом Национальной радой Украины по вопросам телевидения и радиовещания конкурсе «FM Галичина» получила 11 из 12 радиочастот, на которые были поданы заявки. Радиостанция начала вещание в конце 2010 года во Львове и всех районах Львовской области, а также в Шацке на Волыни.
В начале 2011 года Нацсовет переоформил лицензию львовского ООО «ТРК „Галичина“», тем самым отреагировав на уже произошедшие фактические изменения владельцев и руководителя. Вместо Владимира и Романа Певцовых единственным владельцем стало принадлежащее Ярославу и Богдану Дубневичам ООО «Энергия консалтинг», владеющая «Львовской газетой» Директором компании стала Ирина Сандуляк, ранее этот пост занимал Роман Васькин, впоследствии директором стал Роман Заяц. С января 2012 года директором «FM Галичина» стала Александра Гнатик.
В марте 2011 года ТРК «Галичина» выиграла конкурс на частоты в Тернополе и Луцке.  Параллельно, а также изменить программное оформление (джинглы, позывные, новостные подложки, слоган радиостанции сменили на «Файне радио!»). За год планировалось втрое повысить рекламные поступления.

### 2013 — н. в.
В конце сентября 2013 года «FM Галичина» вместе с днепропетровской «РадіоМікс» стали первыми региональными радиостанциями, присоединившимися к исследованию радиослушания в городах-миллионниках Украины, проводимому компанией GfK по заказу индустриального объединения «Радиокомитет». Они рассчитывают на то, что данные исследования помогут им в работе с аудиторией, партнёрами и клиентами. По результатам нового исследования, во Львове FM Галичина оказалась на пятом месте после «Русского радио», «Люкс FM», «Хит FM» и «Нашего радио». По мнению руководителя «Радиокомитета» Екатерины Мясниковой, на Львовщине сложилась нетипичная ситуация, так как местные региональные станции «Львівська Хвиля» и «FM Галичина» являются полноценными конкурентами сетевых игроков..
К этому моменту станция имела 14 частот во Львове, Тернополе, Луцке, Львовской и Волынской областях, её прогнозируемая совокупная целевая аудитория была более 1 000 000 радиослушателей.В 2015 году радио «FM Галичина» получило лицензию на вещание в четвёртом областном центре — Ровно. Это право «FM Галичина» завоевало среди 140 претендентов. В планах — ещё большее расширение территории вещания, слушательской аудитории и качественной украинской музыки.
25 октября 2013 года на радиостанции было обновлено эфирное оформление, эфир и программы были озвучены украинским певцов и актёром Михаилом Барбарой. Добавились слоганы "Чуєш українське — «FM Галичина» ("Слышишь украинское — «FM Галичина»), «Українське — це модно» («Украинское — это модно»). Новый логотип радиостанции был создан известной украинской художницей из Львова Еленой Онуфрив. В эфире появились мини-спектакли на темы из жизни галичан в исполнении ведущих станции, также велась подготовка к запуску нового вечернего шоу.
С ноября 2013 года радиостанция «FM Галичина» освещала Евромайдан, во время активного противостояния в Киеве радиостанция увеличила количество новостных выпусков, ввела информационные радиомарафоны и повысила долю украинских патриотических песен в эфире.
21 ноября 2014 года радиостанция представила новый сезон, полностью изменив сетку вещания. Была сделана ставка на авторские программы, а ведущие стали активно использовать соцсети. Добавился слоган — «Змінилась Україна — змінились ми!» («Изменилась Украина — изменились мы!»)
31 августа 2016 года из-за конфликта коллектива радиостанции и её гендиректора Александры Гнатик, заявление об уходе подали 22 из 42 сотрудников FM Галичина. Уволившиеся журналисты сообщили о решении найти инвестора для создания нового радиостанции или интернет-радио.
27 октября 2016 года Нацсовет по вопросам телевидения и радиовещания продлил 11 лицензий на вещание радиостанции в Западной Украине после раскрытия информации о конечных собственниках. Согласно документам, ими являются дети Богдана и Ярослава Дубневичей — Павел Дубневич (50 %), Юрий Дубневич и Роксолана Пиртко (каждый — по 25 %).

## Формат и аудитория
В 2011 году директор радиосети Роман Заяц сообщил о планах увеличить долю украинской музыки в жанре фолк, этно и ска. В 2011 году было объявлено о том, что целевой аудиторией станции являются жители Галичины от 30 до 50 лет, главной целью стало получение высоких рейтингов в Западной Украине».
В 2013 году при обновлении эфирной политики станции руководство станции объявило о том, что её примерная аудитория составляет два миллиона слушателей, большая часть которых — люди в возрасте 30-55 лет. К этому моменту «FM Галичина» начала позиционировать себя как региональное радио с основой на украинскую музыку и популяризацию народных обычаев и традиций. Также станция предоставляет свой музыкальный эфир молодым украинским исполнителям.
Несмотря на желание руководства станции сделать полностью украинский эфир, по условиям текущей лицензии соотношение между украинской и иностранной музыкой составляет 75 к 25 %. Также этому препятствует отсутствие достаточного количества украинских исполнителей с качественным материалом.
По данным исследования «Радиокомитете» с 31 марта по 13 июля 2014 года, FM Галичина заняла 4 место среди радиостанций города Львов с самым высоким рейтингом и с наибольшим средне недельным охватом, её рейтинг составил 1,12%.

## Коллектив
В информационном отделе радиостанции работает 5 журналистов, есть специальные корреспонденты во Львове, Тернополе, Луцке.

## Города вещания
Передатчики «FM Галичина» установлены в 14 городах на территории Украины
| Город                 | Частота   |
| Львовская область     |           |
| Львов                 | 89,7 МГц  |
| Борислав              | 102,9 МГц |
| Броды                 | 107,5 МГц |
| Новый Роздол          | 107,6 МГц |
| Радехов               | 103,6 МГц |
| Славское              | 102,6 МГц |
| Старый Самбор         | 102,7 МГц |
| Стрый                 | 107,9 МГц |
| Турка                 | 105,9 МГц |
| Червоноград           | 103,0 МГц |
| Волынская область     |           |
| Луцк                  | 89,8 МГц  |
| Шацк                  | 106,7 МГц |
| Ровенская область     |           |
| Ровно                 | 89,5 FM   |
| Тернопольская область |           |
| Тернополь             | 102,3 МГц |